# أدوارد غايير
أدوارد غايير (بالألمانية: Eduard Geyer)‏ (7 أكتوبر 1944 ببييلسكو فيالا في بولندا - ) هو مدرب كرة قدم ولاعب كرة قدم ألماني (وحمل سابقاً جنسية ألمانيا الشرقية) في مركز الهجوم. لعب مع دينامو دريسدن وFSV Lokomotive Dresden ‏ ونادي درسدن ‏.

## المسيرة المهنية
ولد غايير في مدينة بيلسكو -بيلتز- خلال الاحتلال الألماني لبولندا، هربت عائلته إلى دريسدن بعد انتهاء الحرب العالمية الثانية، بدأ مسيرته في كرة القدم مع فريق ديغستنر إس سي [الإنجليزية] في بداياته كان حارسا للمرمى، ولكنه بدأ مسيرته الحقيقية كمهاجم، ثم انتقل لاحقا للعب كمدافع. عام 1968 انضم إلى دينامو دريسدن، واستمر معهم حتى نهاية مسيرته عام 1975 لأسباب صحية. لعب غايير في المجمل 112 مباراة للنادي، وسجل 12 هدف، وحاز على لقب بطل ألمانيا الشرقية مرتين وفاز بكأس واحد.

## وصلات خارجية
- أدوارد غايير على موقع قاعدة بيانات كرة القدم.إي يو (الإنجليزية)
- أدوارد غايير على موقع بيانات كرة القدم. دي إي (الألمانية)
- أدوارد غايير على موقع عالم كرة القدم.نت (الإنجليزية)